# Суднишниковы
Суднишниковы — деревня в Слободском районе Кировской области в составе Шиховского сельского поселения.

## География
Находится на расстоянии примерно 13 км на восток от Нового моста через Вятку в городе Киров. 

## История
Известна с 1678 года как пустошь Деминская или Черепановская с 2 дворами, в 1764 году здесь уже проживало 27 человек. В 1873 году в деревне Деминская (Суднятниковы) было учтено дворов 7 и жителей 77, в 1905 14 и 96 (тогда и до 1926 года учитывались отдельно Судниковы или Судниниковы 1-я и 2-я), в 1926 21 и 110 (для обоих деревень вместе), в 1950 20 и 72. В 1989 оставалось 4 жителяй. Настоящее название для единой деревни утвердилось с 1939 года.

## Население
Постоянное население  составляло 2 человека (русские 100%) в 2002 году, 2 в 2010.